# Kennethia pomorskii
Genre
Espèce
Kennethia pomorskii, unique représentant du genre Kennethia, est une espèce de collemboles de la famille des Onychiuridae.

## Distribution
Cette espèce est endémique d'Oregon aux États-Unis.

## Description
Kennethia pomorskii mesure 1,25 mm.

## Étymologie
Cette espèce est nommée en l'honneur de Romuald Jacek Pomorski.
Ce genre est nommé en l'honneur de Kenneth Christiansen.

## Publication originale
- Smolis & Skarzynski, 2013 : A Case of Unusual Sexual Dimorphism in a New Springtail Genus and Species From the United States (Collembola: Onychiuridae: Onychiurinae). Annals of the Entomological Society of America, vol. 106, no 1, p. 42-46.